# أخلاق فيكتورية

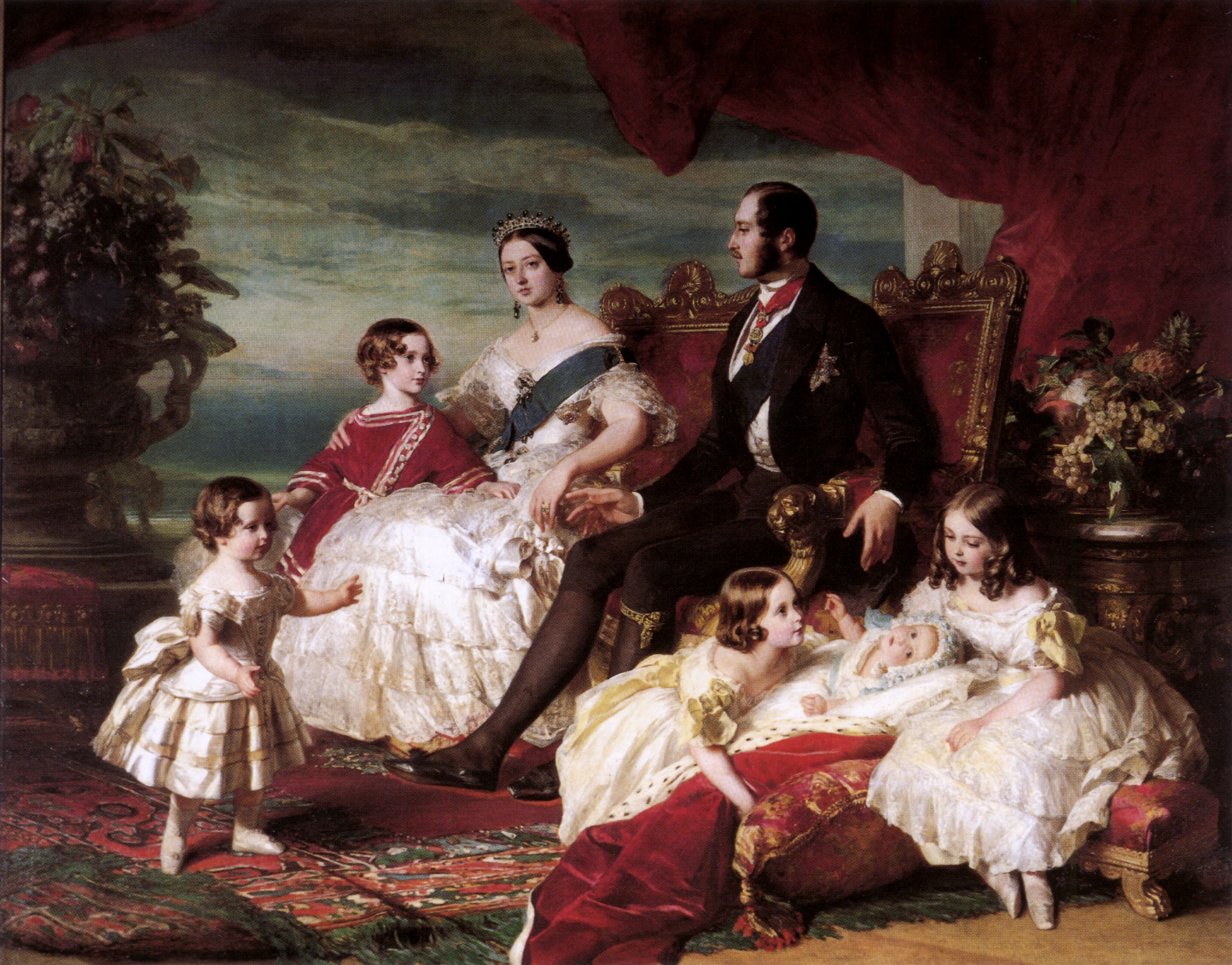
الملكة فيكتوريا والأمير ألبرت وأطفالهما في صورة العائلة المثالية

الأخلاق الفيكتورية (بالإنجليزية: Victorian Morality)‏ هي تلخيص للآراء الأخلاقية للطبقة الوسطى في القرن التاسع عشر في بريطانيا أثناء العصر الفيكتوري.
ظهرت القيم الفيكتورية بين جميع الطبقات الاجتماعية ووصلت إلى عدة جوانب للحياة بشكل عام في ذلك العصر. رسخت قيم هذه الفترة -التي يمكن أن تُصنف على أنها دينية وأخلاقية وإنجيلية وأخلاقيات العمل الصناعي والتطور الشخصي– ضمن إطار الأخلاق الفيكتورية. وقد أزيلت محتويات المسرحيات المعاصرة والأعمال الأدبية -بما في ذلك الكلاسيكيات القديمة مثل شكسبير– التي اعتُبرت غير مناسبة للأطفال.
أصبح المؤرخون المعاصرون عمومًا ينظرون إلى العصر الفيكتوري على أنه زمن صراعات عديدة، مثل انتشار مفهوم الكرامة وضبط النفس على نطاق واسع، إلى جانب المناقشات الجادة حول الطريقة الصحيحة لتطبيق الأخلاق الجديدة. ألغيت تجارة العبيد عبر الأطلسي، والتزمت البحرية الملكية البريطانية بهذا الحظر. ألغيت تجارة الرّق في جميع المستعمرات البريطانية، إلى جانب إلغاء عمالة الأطفال في المصانع البريطانية، وتَبِع ذلك نقاش طويل حول أهمية إلغاء الدعارة بشكل كامل أو تقييدها فقط. لكن ما تزال المثلية الجنسية غير مشروعة.

## العبودية
اعتُبرت معارضة العبودية الهدف الإنجيلي الرئيسي منذ أواخر القرن الثامن عشر، بقيادة ويليام ويلبرفورس (1759-1833). نُظمت القضية ضد العبودية على نطاق واسع، وطُورّت حملات دعائية جعلت القرّاء يتذمرون من أهوال العبودية. انتقل الحماس الأخلاقي والمهارات التنظيمية هذه إلى معظم حركات الإصلاح الأخرى. توّجت فكتووريا للعرش الملكي عام 1837، وذلك بعد أربع سنوات فقط من حركة الإبطالية التي سادت جميع أنحاء الإمبراطورية البريطانية. شنّت حركة التحرير من العبودية حملاتها لسنوات لتحقيق هدفها، ثم نجحت بإقرار إلغاء جزئي عام 1807 والإلغاء التام على تجارة العبيد لكن ليس على استملاكهم، وهو ما تمّ عام 1833. وقد استغرق الأمر وقتًا طويلًا لأن الأخلاق التي تنادي بها حركة التحرير كانت موجهة ضد مصالح اقتصادية قوية تدّعي أن أعمالهم التجارية ستُدمر بالكامل إذا لم يُسمح لهم باستغلال العبيد. في نهاية المطاف، حصل أصحاب المزارع الواسعة في منطقة البحر الكاريبي على تعويض نقدي قدره 20 مليون جنيه استرليني، ما يعكس متوسط سعر العبيد في السوق التجارية. تولّى وليم غلادستون، وهو داعية مُصلح اكتسب شهرته في وقت لاحق، دفع مبالغ كبيرة لوالده مقابل تحرير المئات من العبيد. نظمت البحرية الملكية البريطانية دورياتها في مناطق المحيط الأطلسي، وأوقفت جميع السفن المشبوهة بتجارة العبيد الأفارقة ونقلهم إلى الأمريكتين، وعملت أيضًا على إطلاق سراح العبيد في حال تم العثور عليهم. أنشأ البريطانيون مستعمرة ملكية في غرب أفريقيا -سيراليون- ونقلوا العبيد المحررين إليها. أسّس العبيد المحررين من مقاطعة نوفا سكوشا عاصمة سيراليون وأسموها «فريتاون».

## إبطال الوحشية

### الوحشية ضد الحيوانات
قدَّم كل من ويليام ويلبرفورس وتوماس فويل بوكستون وريتشارد مارتن، القانون الأول لمنع الممارسات الوحشية ضد الحيوانات، وهو قانون المعاملة الوحشية للماشية لعام 1822؛ المتعلق فقط بسوء معاملة الماشية وقد أقرّ القانون عام 1822.
في قانون شرطة الميتروبول لعام 1839، يُعتبر «قتل أو ضرب الأسود أو الدببة  أو الغرير أو الديوك أو الكلاب أو أي حيوانات أخرى» جريمةً جنائية. وضع القانون العديد من القيود على كيفية ومتى وأين يمكن التعامل مع الحيوانات. وُضع الحظر أيضًا على المالكين بعدم السماح لكلابهم المسعورة بالهرب وأعطت الشرطة الحق في قتل أي كلب يُشتبه في أنه مسعور. تم حظر استخدام الكلاب لجرّ العربات. ولاحقًا عُدّل القانون ليشمل بقية أنحاء إنجلترا وويلز عام 1854. كثيرًا ما كان الرجال الفقراء الذين يعملون لحسابهم الخاص يستخدمون العربات التي تجرّها الكلاب كوسيلة رخيصة لتوصيل الحليب والمواد الغذائية والأغذية الحيوانية (جامع اللحوم) ولجمع أشياء أخرى (جامع الخردة). كانت الكلاب عرضة للإصابة بداء الكَلَب؛ إذ كانت حالات هذا المرض المميت تنتشر بين البشر أيضًا آخذة في الازدياد بشكل واسع. بالإضافة إلى انتشار المرض بين الخيول، التي كانت تُعدّ فائدة اقتصادية أقوى بكثير للمدينة. أقنع الإنجيليون والنفعيون، في جمعية منع القسوة على الحيوانات، البرلمان بأن سوء معاملة الحيوانات أمرًا خطيرًا وينبغي أن يكون غير قانوني؛ عيّن النفعيون مفتشين من الحكومة للمساعدة في إنفاذ القانون. استُبدلت كلاب العربات بأشخاص يجرّون عرباتهم بأيديهم.

يكتب المؤرخ هارولد بيركين:
بين عامي 1780 و 1850، توقفت بريطانيا عن كونها واحدة من أكثر دول العالم عدوانية ووحشية وتعسفًا وقسوة وشغبًا وتعطشًا للدماء، إذ أصبحت واحدة من أكثر الدول المهذبة والمنظمة والمنطقية والأكثر حكمة ودهاءًا. وقد أدَّى هذا التحول إلى تضاؤل نسبة القسوة على الحيوانات والمجرمين والمجانين والأطفال (بهذا الترتيب)؛ وقيّدت العديد من الألعاب الرياضية القاسية، مثل صيد الثيران ومحاربة الديوك، فضلًا عن الفعاليات الترفيهية، بما في ذلك إقامة العديد من المعارض والندوات؛ وتخليص قانون العقوبات من نحو مائتي جريمة يعاقب عليها بالإعدام، وإلغاء نقل «المجرمين إلى أستراليا»، وتنظيف السجون؛ تحوّل يوم الأحد إلى يوم صلاة وإحسان للجميع.

### عمالة الأطفال
أخذت القوى الدينية الإنجيلية زمام المبادرة في تحديد شرور عمالة الأطفال والتشريع ضدهم. وقد شعروا بالغضب إزاء التناقض بين الظروف على أرض الواقع بالنسبة للأطفال الفقراء ومفهوم الطبقة المتوسطة بوصفه مرحلة البراءة، ما أدّى إلى شنّ الحملات الأولى لفرض الحماية القانونية للأطفال. هاجم الإصلاحيون عمالة الأطفال من ثلاثينيات القرن التاسع عشر حتى يومنا هذا. انتشرت الحملات التي أفضت إلى قوانين عمالة الأطفال في المصانع بين مجموعات الطبقة الثرية في ذلك العصر، ولا سيما اللورد شافتيسبري، الذي قدم مشاريع قوانين في البرلمان للتخفيف من استغلال الأطفال في مكان العمل. في عام 1833، أُقرّ قانون الساعات العشر لعام 1833، الذي ينصّ على أن الأطفال الذين يعملون في مصانع القطن والصوف يجب أن يكونوا في سن التاسعة أو أكثر؛ ولا يجوز لأي شخص دون سن الثامنة عشرة أن يعمل أكثر من عشر ساعات يوميًا أو ثماني ساعات في يوم السبت؛ ولا يجوز لأي شخص دون الخامسة والعشرين العمل ليلًا. أفضى قانون المصانع لعام 1844 إلى أن الأطفال الذين تتراوح أعمارهم بين 9 و 13 سنة يمكن أن يعملوا لمدة 9 ساعات على الأكثر في اليوم مع استراحة الغداء. زادت التدخلات القانونية الإضافية طوال القرن من مستوى حماية الطفولة، على الرغم من حملات المقاومة من قِبَل أصحاب المصانع ضد تدخل الحكومة. يحترم البرلمان مبدأ عدم التدخل في حالة الرجال البالغين، إذ أن مقدار هذا التدخل كان ضئيلًا جدًا في العصر الفيكتوري.
عانى الأطفال المشردين العاطلون عن العمل أيضًا، مثلكا كشف الروائي تشارلز ديكنز لجمهور كبير من الطبقة المتوسطة عن أهوال حياة الشارع في لندن.

## الجنس

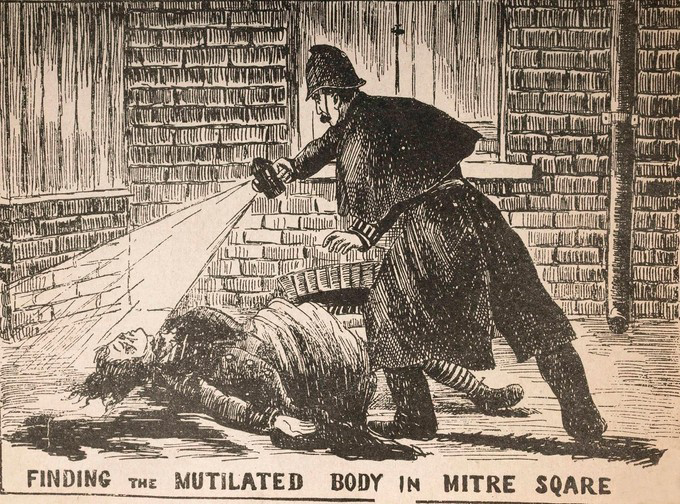
رسم توضيحي من أخبار الشرطة المصورة، ٦ أكتوبر ١٨٨٨.

يشير كل من المؤرخين بيتر جاي ومايكل ميسون إلى أن المجتمع الحديث غالبًا ما يخلط بين آداب العصر الفيكتوري بسبب قلة المعرفة بها. على سبيل المثال، الناس الذين يذهبون للاستحمام في البحر أو في الشاطئ يستخدمون كبائن خاصة. على الرغم من استخدام تلك الكبائن، إلا أنه كان من الممكن رؤية الأشخاص عراة داخلها. ومن المرجح أن عرائس الطبقة المتوسطة لم يعرفوا شيئًا عن الجنس قبل الزواج، ويكتشفوا الموضوع برمته في ليلة زفافهم فقط؛ وغالبًا ما كانت التجربة مؤلمة. ومع ذلك، وعلى عكس المفهوم الشعبي، اعترف المجتمع الفيكتوري بأن الرجال والنساء على حد سواء يتمتعون بممارسة الجنس.
كثيرًا ما تم حظر التعبير الشفهي أو الكتابي عن دوافعهم الجنسية إذ يستخدم الناس بدلًا من ذلك ما يُسمى لغة الزهور. ومع ذلك، فقد كتبوا أيضًا عن الشبقية بشكل صريح، ولعلّ أشهرها هو كتاب محياتي السّريةالمكتوب باسم مستعار هو والتر (الذي يزعم أنه هنري سبنسر آشبي)، إلى جانب صحيفة ذا بيرل، التي نشرت لعدة سنوات وأعيدت طباعتها ككتاب ورقي في الستينات. تُحفظ مجموعة من الأعمال الأدبية الخاصة بالشبقية الفيكتورية في أبحاث خاصة مؤرشفة في المتاحف وحتى ضمن مجال دراسة النشوة بعد الجماع عند النساء. يعتقد بعض المؤرخين المعاصرين أن أسطورة القمع الفيكتوري يمكن أن ترجع إلى أوائل القرن العشرين، مثل في آراء ليتون ستراشي، العضو المثلي في مجموعة بلومزبري الفنية، الذي كتب كتاب إيميننت فيكتوريانز.